# David V de Georgia
David V de Georgia (en georgiano: დავით V) (m. 1155) fue rey de Georgia durante 6 meses.

## Biografía
Miembro de la dinastía Bagrátida, David era hijo del rey Demetrio I. Obligó a su padre a abdicar pero solo reinó 6 meses, hasta su fallecimiento en 1155. Tras su muerte, Demetrio I recuperó el trono y designó a su hijo Jorge III.
David tuvo un hijo, Demetrio, que fue pretendiente al trono georgiano 
| Predecesor: Demetrio I | Rey de Georgia 1155 | Sucesor: Demetrio I |

- Datos: Q266754